# Arnold Stadler

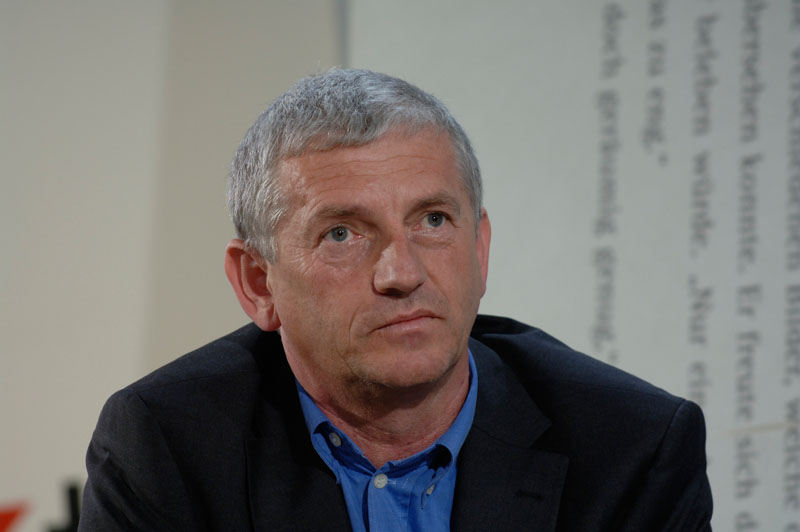
Arnold Stadler (2005)

Arnold Stadler (* 9. April 1954 in Meßkirch) ist ein deutscher Schriftsteller, Essayist und Übersetzer, der im Jahre 1999 den bedeutendsten deutschen Literaturpreis, den Georg-Büchner-Preis, erhielt.

## Leben und Werk
Stadler wuchs im 500-Seelen-Ort Rast im Landkreis Sigmaringen, zwischen Bodensee und Donau gelegen, auf.
Nach dem Abitur am Martin-Heidegger-Gymnasium in Meßkirch studierte Stadler in München und Rom Katholische Theologie und daran anschließend Germanistik an der Albert-Ludwigs-Universität Freiburg, der Universität zu Köln und der Rheinischen Friedrich-Wilhelms-Universität Bonn. Es folgte 1986 die Promotion zum Dr. phil. mit der Dissertation Das Buch der Psalmen und die deutschsprachige Lyrik des 20. Jahrhunderts. Im Jahre 2006 erhielt er überdies die Ehrendoktorwürde der Freien Universität Berlin.
Nach langen Reisen, die ihn unter anderem nach Südamerika (Feuerland) und in den Nahen und Fernen Osten (Volksrepublik China) führten, machte Stadler in den 1980er Jahren das Schreiben zu seinem Beruf. 1986 erschien sein Erstlingswerk, der Lyrikband Kein Herz und keine Seele. 1989 folgte mit Ich war einmal sein erster Roman, den er in den folgenden Jahren mit Feuerland und Mein Hund, meine Sau, mein Leben zur Trilogie vervollständigte. In allen drei Romanen machte er die oberschwäbische Heimat zum Gegenstand der Handlung. Mit dem Erscheinen der Romantrilogie wurde Stadler im deutschsprachigen Raum bekannt.
Martin Walser beschrieb 1994 in einem Spiegel-Essay Stadlers Stil als unverwechselbar und würdigte seine Sprache als Beginn einer epischen Entfaltung. Stadler wurde vom Förderkreis deutscher Schriftsteller in Baden-Württemberg in „die vorderste Reihe der deutschsprachigen Autoren seiner Generation“ eingeordnet. Im Jahr der Veröffentlichung seines ersten Romans erhielt er mit dem Förderungspreis der Jürgen-Ponto-Stiftung seine erste Auszeichnung.
Neben dem Heimatlob kennen die Romane auch die Satire, die Ironie und Lakonik, vor allem aber Sarkasmus und schwarzen Humor – in seinem Geburtsort Meßkirch wurde Stadlers „Soziogramm eines real existierenden Mikrokosmos“ (Dietmar Grieser) lange als bloße Abrechnung verstanden.
Er lebt heute in dem kleinen Dorf Sallahn der Gemeinde Küsten im Wendland, in Berlin und auch wieder in seinem Elternhaus in Rast. Seine teilweise autobiographisch geprägten Werke spielen häufig in seiner Heimat. Sie thematisieren oft seine empfundene Heimatlosigkeit und die Veränderung dieser ländlichen, katholisch geprägten Gegend im Süden Deutschlands zwischen Oberer Donau und Bodensee, von ihm selbst als schwäbisch Mesopotamien bezeichnet. Der Autor reist mit seinen Werken durch die Welt, liest und verkauft seine Bücher in Buchhandlungen und in Goethe-Instituten des Auslands. Stadler schreibt handschriftlich mit dem Füller.
Im Jahre 2009 erschien das Autorenbuch „Als wäre er ein anderer gewesen: Zum Werk von Arnold Stadler“, herausgegeben von Pia Reinacher.
Stadler ist Mitglied der Mainzer Akademie der Wissenschaften und der Literatur, der Deutschen Akademie für Sprache und Dichtung Darmstadt sowie der Bayerischen Akademie der Schönen Künste. Außerdem ist er Mitglied im Stiftungsrat des Friedenspreises des Deutschen Buchhandels.
Eines seiner jüngeren Werke, Auf dem Weg nach Winterreute: Ein Ausflug in die Welt des Malers Jakob Bräckle (2012 erschienen im Jung und Jung Verlag), ist eine Hommage an Jakob Bräckle, einen oberschwäbischen Landschaftsmaler. Beide verbindet in ihrem Werk eine intensive Beschäftigung mit ihrer oberschwäbischen Heimat, ihrer persönlichen Seelenlandschaft. Stadler nennt dies die „Vergegenwärtigung einer Landschaft“.
Stadler ist Mitglied im PEN-Zentrum Deutschland.

## Ehrungen
- 1989 Literaturpreis der Jürgen Ponto-Stiftung für Ich war einmal
- 1990 Stipendium Künstlerhaus Edenkoben
- 1993 Reinhold-Schneider-Preis der Stadt Freiburg (Förderpreis)
- 1994 Hermann-Hesse-Preis – Förderpreis für Feuerland
- 1995 Nicolas-Born-Preis für Lyrik der Hubert-Burda-Stiftung
- 1996 Thaddäus-Troll-Preis
- 1996 Kulturpreis „Der Feldweg“ von der Museumsgesellschaft Wald
- 1997 Märkisches Stipendium für Literatur
- 1998 Marie Luise Kaschnitz-Preis
- 1998/1999 Stadtschreiber von Bergen-Enkheim
- 1999 Alemannischer Literaturpreis[11]
- 1999 Georg-Büchner-Preis, für seine autobiographisch gefärbten Romane
- 2000 Stipendium Künstlerhof Schreyahn
- 2002 Verdienstmedaille des Landes Baden-Württemberg[12][13]
- 2004 Stefan-Andres-Preis
- 2004/2005 Stipendiat des Internationalen Künstlerhauses Villa Concordia in Bamberg
- 2006 Ehrendoktorwürde der Freien Universität Berlin (FB Geschichts- und Kulturwissenschaften, Seminar für Katholische Theologie; Laudatorin: Annette Schavan)
- 2009 Kleist-Preis (bestimmt von Péter Esterházy)[14]
- 2010 Johann-Peter-Hebel-Preis, der besonders Stadlers autobiographisch geprägte Trilogie Feuerland, Ich war einmal und Mein Hund meine Sau mein Leben würdigt[15][16] (Laudatorin: Bettina Schulte)[17]
- 2012 Kulturpreis des Dreiländerkreises Sigmaringen[18] (Laudator: Anton Philipp Knittel)
- 2014 Bodensee-Literaturpreis der Stadt Überlingen[19] (Laudator: Siegmund Kopitzki)
- 2016 Hörspiel des Jahres für Evangelium Pasolini
- 2019 Ehrenbürgerschaft seiner Heimatgemeinde Sauldorf und der Stadt Meßkirch

## Zitate
„Wahrscheinlich ist Gott hierzulande das Einzige, was nicht zählt, und zugleich das einzig verbliebene Tabu. Gott ist das Unaussprechliche geworden“

„Sterben wurde durch Gehen ersetzt in den Todesanzeigen, die Hoffnung vom Spaß abgelöst, das Verlangen vom Wellness-Bereich, der Mensch vom Verbraucher, die Sehnsucht vom Fit for fun, die Existenz von Schöner Wohnen.“

„In der Heimat ist es von vornherein schrecklich - in der Ferne erst, wenn man hinfährt.“

## Werke (Auswahl)
- Kein Herz und keine Seele. Man muss es singen können. Gedichte. Erker-Verlag, St. Gallen 1986.
- Das Buch der Psalmen und die deutschsprachige Lyrik des 20. Jahrhunderts. Zu den Psalmen im Werk Bertolt Brechts und Paul Celans (= Dissertation zur Erlangung des Doktorgrades der Philosophischen Fakultät der Universität Köln 1986). Böhlau Verlag, Köln/Wien 1989.
- Ich war einmal. Roman. Residenz, Salzburg 1989.
- Feuerland. Roman. Residenz, Salzburg 1992.
- Mein Hund, meine Sau, mein Leben. Roman. Residenz, Salzburg 1994. Mit einem Nachwort von Martin Walser. Suhrkamp, Frankfurt a. M. (= Suhrkamp Taschenbuch. 2575).
- Warum toben die Heiden und andere Psalmen. Residenz, Salzburg 1995.
- Gedichte aufs Land. Mit Offsetlithografien von Hildegard Pütz. Eremiten-Presse, Düsseldorf 1995.
- Der Tod und ich, wir zwei. Residenz, Salzburg 1996.
- Johann Peter Hebels Unvergänglichkeit. Mayer, Berlin/Stuttgart 1997.
- Ausflug nach Afrika. Eine Wintergeschichte. Edition Isele, Eggingen 1997.
- Volubilis oder Meine Reisen ans Ende der Welt. Erzählungen. Edition Isele, Eggingen 1999.
- Ein hinreissender Schrotthändler. Roman. DuMont, Köln 1999, Taschenbuch: Goldmann, München 2001, ISBN 3-442-72678-6.
- „Die Menschen lügen. Alle“ und andere Psalmen. Aus dem Hebräischen übertragen und mit einem Nachwort versehen von Arnold Stadler. Insel, Frankfurt a. M. 1999, ISBN 3-458-16964-4.
- Erbarmen mit dem Seziermesser. Essays. DuMont, Köln 2000.
- Tohuwabohu. Heiliges und Profanes, gelesen und wiedergelesen von Arnold Stadler nach dem 11. September 2001. Anthologie. DuMont, Köln 2002.
- Sehnsucht. Versuch über das erste Mal. Roman. DuMont, Köln 2002.
- Eines Tages, vielleicht auch nachts. Roma. Jung und Jung, Salzburg/Wien 2003.
- Mein Stifter. Porträt eines Selbstmörders in spe. DuMont, Köln 2005.
- Komm, gehen wir. Roman. S. Fischer, Frankfurt a. M. 2007.
- Salvatore. S. Fischer, Frankfurt a. M. 2008.
- Träumen vom Fliegen. Mit dem Fotokünstler Jan von Holleben. Hoffmann und Campe, Hamburg 2008.
- Einmal auf der Welt. Und dann so. Roman. (Kompilierte, überarbeitete und erweiterte Fassung der Romane Ich war einmal, Feuerland und Mein Hund, meine Sau, mein Leben). S. Fischer, Frankfurt a. M. 2009.
- New York machen wir das nächste Mal. Geschichten aus dem Zweistromland. S. Fischer, Frankfurt a. M. 2011.
- Auf dem Weg nach Winterreute: Ein Ausflug in die Welt des Malers Jakob Bräckle. Jung und Jung, Salzburg/Wien 2012.
- Da steht ein großes JA vor mir. Zu einer Arbeit von Margaret Marquardt. Jung und Jung, Salzburg 2013, ISBN 978-3-99027-039-4.
- Bilder als Partituren des Lebens: Ein Ausflug in die Welt des Malers Jakob Bräckle. Eine Vergegenwärtigung. Steiner, Stuttgart 2013, ISBN 978-3-515-10444-9. (Vorgelegt in der Plenarsitzung der Akademie der Wissenschaften und der Literatur Mainz am 15. Juni 2012).
- Evangelium Pasolini. Hörspiel. Regie: Oliver Sturm (HR/DLF 2016, Länge: 65'32)[21].
- Rauschzeit. S. Fischer, Frankfurt a. M. 2016, ISBN 978-3-10-075139-3.
- Am siebten Tag flog ich zurück. S. Fischer, Frankfurt a. M. 2021, ISBN 978-3-10-397250-4.
- Mein Leben mit Mark. Unterwegs in der Welt des Malers Mark Tobey. C. Hanser, München 2022, ISBN 978-3-446-27484-6.
- Irgendwo. Aber am Meer. S. Fischer, Frankfurt a. M. 2023, ISBN 978-3-10-075131-7.

Interviews
- „Lektion der Vergänglichkeit“. In: Der Spiegel, 19. Juli 1999.
- Ein Faible für die vielen Verlierer. Interview mit dem Schriftsteller und Büchner-Preisträger Arnold Stadler. In: Hamburger Abendblatt, 20. Oktober 1999.
- Ich bin ein Heimatlosigkeitsschriftsteller. Arnold Stadler über das Schreiben, die Hoffnung, die Sehnsucht und das Religiöse (im Gespräch mit Alexander Huber). In: Braunschweiger Zeitung, 15. November 2002.
- Singen und spielen, solange ich da bin. Interview zu seinem 65. Geburtstag, In:  Christ in der Gegenwart, 7. April 2019

## Vertonungen
- Rudi Spring: Ich will singen und spielen, solange ich da bin (op. 85; 2007). Liederzyklus für Sopran und Quintett: Bassklarinette, Akkordeon, Violine, Violoncello und Klavier. Texte: Psalm-Übersetzungen von Arnold Stadler. UA 24. Mai 2007 Arp-Museum Rolandseck mit Corinna Pregla (Sopran), Albert Osterhammer (Bassklarinette), Maria Reiter (Akkordeon), Ingolf Turban (Violine), Jessica Kuhn (Violoncello) und Rudi Spring (Klavier)